# Bereznai Gyula
Bereznai Gyula (Sátoraljaújhely, 1921. május 1. – Nyíregyháza, 1990. szeptember 6.) matematikus, a Nyíregyházi Főiskola tanára, tanszékvezető.

## Életpályája
Apja fodrászmester, édesanyja háztartásbeli volt. Az elemi iskola után, a kisvárdai gimnázium elvégzése, majd a Debreceni Egyetemen félbeszakadt fizikusi tanulmányai után (nem a háborúban, hanem 1945 májusában az utcáról gyűjtötték be málenkij robotra, és hat évre voronyezsi „hadifogságba” hurcolták) a budapesti Eötvös Loránd Tudományegyetemen végzett kb. 1955-ben, mint matematikatanár. Előbb középiskolai tanárként helyezkedett el Vásárosnaményban, azután új lakhelyén, Nyíregyházán a Kereskedelmi Szakiskola, később a Nyíregyházi Kölcsey Ferenc Gimnázium tantestületében, majd 1962-ben az alapítók egyikeként a Bessenyei György Tanárképző Főiskola (jelenleg: Nyíregyházi Egyetem) matematika tanszékére került, ahol később tanszékvezető lett 1969-től 1983-ig.

## Munkássága
Szakterülete a matematikai analízis volt.
A Matematika Tanítása című lap szerkesztőbizottságának volt tagja.
A Bereznai Gyuláról elnevezett matematika versenyt 1991-től évente rendezik meg.
| Idézet az Egy egyszerű konvergenciakritérium című publikációból: Tétel: Ha a {\displaystyle \sum _{}a_{n}} pozitív tagú numerikus sorhoz létezik olyan valós {\displaystyle p>e} és olyan természetes {\displaystyle N}, hogy valahányszor {\displaystyle n>N}, mindannyiszor {\displaystyle \left({\frac {a_{n}}{a_{n+1}}}\right)^{n}\geq p}, akkor a sor konvergens. Ha pedig {\displaystyle \left({\frac {a_{n}}{a_{n+1}}}\right)^{n}\leq e}, akkor a {\displaystyle \sum _{}a_{n}} sor divergens. A konvergenciakritérium bizonyítása: Minden {\displaystyle p>e}-hez található olyan {\displaystyle s>1}, amelyre {\displaystyle p\geq e^{s}>e}, hiszen minden {\displaystyle 1<s\leq }ln {\displaystyle p} már megfelelő. Ezzel az {\displaystyle s}-sel {\displaystyle \left({\frac {a_{n}}{a_{n+1}}}\right)^{n}\geq p\geq e^{s}=\lim _{n\to \infty }{\bigg [}\left(1+{\frac {1}{n}}\right)^{n}{\bigg ]}^{s}>{\bigg [}\left(1+{\frac {1}{n}}\right)^{s}{\bigg ]}^{n}>1}, tehát {\displaystyle {\frac {a_{n}}{a_{n+1}}}>\left(1+{\frac {1}{n}}\right)^{s}={\frac {(n+1)^{s}}{n^{s}}}} s így {\displaystyle {\frac {a_{n+1}}{a_{n}}}<{\frac {\frac {1}{\left(n+1\right)^{s}}}{\frac {1}{n^{s}}}}}. Mivel azonban a {\displaystyle \sum _{}{\frac {1}{n^{s}}}\left(s>1\right)} általánosított harmonikus sor konvergens, azért a {\displaystyle \sum _{}a_{n}} sor is az. A divergenciakritérium a következőképpen bizonyítható: A {\displaystyle 0>\left({\frac {a_{n}}{a_{n+1}}}\right)^{n}\leq e} feltételből {\displaystyle \left({\frac {a_{n+1}}{a_{n}}}\right)^{n}\geq e^{-1}>\left(1-{\frac {1}{n}}\right)^{n}>0}, ebből pedig {\displaystyle {\frac {a_{n+1}}{a_{n}}}>{\frac {n-1}{n}}={\frac {\frac {1}{n}}{\frac {1}{n-1}}}} következik, márpedig a {\displaystyle \sum _{}{\frac {1}{n}}} harmonikus sor divergens. A most bebizonyított konvergenciakritérium a következő formában is megfogalmazható: Ha {\displaystyle \lim _{n\to \infty }\left({\frac {a_{n}}{a_{n+1}}}\right)^{n}>e}, akkor a {\displaystyle \sum _{n=1}^{\infty }{a_{n}}} sor konvergens. Valóban, ha {\displaystyle \lim _{n\to \infty }\left({\frac {a_{n}}{a_{n+1}}}\right)^{n}=q>e}, akkor az {\displaystyle \left\{\left({\frac {a_{n}}{a_{n+1}}}\right)^{n}\right\}} sorozatnak csak véges sok olyan tagja lehet, amely a {\displaystyle q} hely bármely környezetének baloldali végpontjánál kisebb. Ezek kivételével tehát {\displaystyle \left({\frac {a_{n}}{a_{n+1}}}\right)^{n}\geq q-{\frac {q-e}{2}}={\frac {e+q}{2}}=p>{\frac {2e}{2}}=e}, s igy a sor az előbbiek szerint konvergens. (A tételt Sándor József általánosította.) Ismeretes, hogy Bereznai Gyula módszere hatékonyabb, mint a pozitív tagú numerikus sorok konvergenciájának eldöntésére leggyakrabban alkalmazott úgynevezett D'Alembert-féle hányados és az úgynevezett Raabe–Duhamel-féle módszer. Azaz, Bereznai Gyula eredménye – többek között – egy jól használható eszközt ad a matematika egy igen intenzíven kutatott ágának, a harmonikus analízisnek a tanulmányához. (Dr.Habil. Gát György) |

## Könyvei
- Pitagorasz-tétel[17] (általános iskolai szakköri füzet)
- A számírás története[18] (Filep Lászlóval társszerzőként)
- Tanárképző főiskolák matematika versenyei[19] (Varecza Árpáddal és Rozgonyi Tiborral közösen)

## Elismerései
- 1960 – Beke Manó-emlékdíj[20]

## Publikációi
- Érdekességek a paraboláról; a Kölcsey Ferenc Leánygimnázium évkönyve, Nyíregyháza, 1960
- Indirekt bizonyítás a középiskolai matematika tanításban; Szabolcs-Szatmár Megyei Nevelő, Nyíregyháza
- Vizsgálatok a p-edrészben monoton sorozatok körében; Acta Academiae Paedagogicae Nyíregyháziensis (AAPN), 1965 (ISSN=0133-6037 Archiválva 2021. március 12-i dátummal a Wayback Machine-ben)
- A számtani-mértani közép egyenlőtlenség egy egyszerű bizonyítása; A Matematika Tanítása, 1968
- Válaszlevél egy középiskolai tanárnak; A Matematika Tanítása, 1968
- A Stalley-féle függvény két tulajdonsága; AAPN, 1968
- Az állandó együtthatójú közönséges lineáris differenciálegyenlet egy redukciója; AAPN, 1968
- A racionális számok egy bizonyos osztályáról; AAPN, 1968
- A másodfokú egyenlet egy bizonyos szempont szerinti tanítása; A Matematika Tanítása, 1969
- Megjegyzés a Matematika Tanítása egy feladatához; A Matematika Tanítása, 1969
- Elemi függvények monotonitásának vizsgálata elemi eszközökkel; A Matematika Tanítása, 1970
- Egyszerű bizonyítás a {\displaystyle {\sqrt {2}}} irracionalitására; A Matematika Tanítása, 1970
- Pitagorasz tétele Tankönyvkiadó, 1970 (Szegedi Nyomda)
- Az irracionális egyenletek megoldásáról; A Matematika Tanítása, 1971
- Hozzászólás egy vitához A Matematika Tanítása, 1971
- Bereznai Gyula – Gilányi Jánosné: A konvex függvény fogalmának egy általánosítása és a középérték-egyenlőtlenségek; AAPN, 1972
- A Minkowski-egyenlőtlenség és a Cauchy-Bunyakovszkij-Schwarz-egyenlőtlenség egy közös forrása; AAPN, 1972
- Adalék az állandó szélességű görbék elméletéhez; AAPN, 1972
- Az x alakú valós számok egy approximációjáról; AAPN, 1973
- Über die Zahl; Mathematik in der Schule, 1973/1.
- Parciális differenciálegyenletek egy redukciójáról; AAPN, 1973
- A {\displaystyle {\sqrt {2}}} alakú valós számok egy approximációja; AAPN, 1973
- Egy egyszerű konvergenciakritérium; AAPN, 1973 (1973. Matematika, 19-24. p. ISSN 0133-882X)
- Gyökmennyiségek irracionalitása; A Matematika Tanítása, 1974/1.
- Lábjegyzet az operátorszámítás egy tételének bizonyításához; AAPN, 1974
- A Mersenne-számok faktorizációjáról; AAPN, 1974
- Egy számelméleti tétellel kapcsolatos észrevétel; AAPN, 1974
- Főiskolánk számítástechnikai központja; A Bessenyei György Tanárképző Főiskola évkönyve, 1974
- Példa az n-dimenziós egységkockát teljesen betöltő görbére; AAPN, 1977
- Újabb bizonyítás a számtani-mértani közép egyenlőtlenségre; A Matematika Tanítása, 1977/3.
- Az egyenletek ekvivalenciája; OPI Pedagógus továbbképzés könyvtára, 1977
- Tanárképző főiskolák matematika versenyei I. 1952–1970.; (Dr. Varecza Árpáddal közösen) Tankönyvkiadó, 1978
- Bereznai Gyula – Varecza Árpád – Rozgonyi Tibor: Tanárképző főiskolák országos matematika versenyei; Tankönyvkiadó, 1978
- Osztás törttel; A Matematika Tanítása, 1979
- Összetett és inverz függvények integrálásáról; AAPN, 1980 Über die Integration zusammengesetzter und inverser Funktionen (On the integration of composed and inverse functions) Archiválva 2021. március 29-i dátummal a Wayback Machine-ben
- Megjegyzés egy versenyfeladathoz A Matematika Tanítása, 1980 (Dr. Varecza Árpáddal)
- Tanárképző főiskolák matematika versenyei II. 1971–1979; (Dr. Varecza Árpáddal közösen) Tankönyvkiadó, 1981
- Bereznai Gyula – Varecza Árpád: Egy versenyfeladat hátteréről; AAPN, 1982
- A számírás története Gondolat Kiadó, Budapest, 1982. (Dr. Filep Lászlóval) Bolgár fordítás: Technika, Szófia, 1988
- Korszerű matematika korszerű oktatása; Pedagógiai műhely, 1983
- Az osztályozás szerepe a tudományos megismerés folyamatában; A BGYTKF és a Bolyai János Matematikai Társulat kiadványa, 1983
- Bereznai Gyula – Lipa András: A matematika tanítás időszerű kérdései oktatási segédanyag; Tanárképző Főiskola, 1983
- 125 éve született Pierre Curie a tudós és békeharcos; Kelet-Magyarország, 1984. május 15.
- Én így tapasztaltam: miért tanítunk matematikai logikát?; Pedagógiai műhely, 1984
- Egy általános oszthatósági szabály; AAPN, 1985
- Bereznai Gyula – Varecza Árpád: On the convergence of a certain sequence; AAPN, 1985
- Matematikatanításunk kritikájához; Pedagógiai műhely, 1987
- Matematikaórán láttuk…; Tanító : módszertani folyóirat, 1987
- A sokszögek területének tanítása a középiskolában; AAPN, 1988
- A nyitott mondatok és szerepük az általános iskolai matematika tanításában; Pedagógiai műhely, 1988[21]
- Tanárképző főiskolák matematika versenyei III. 1980–1985.; (Dr. Varecza Árpáddal) Tankönyvkiadó, 1989
- Halmazelméleti alapfogalmak az általános iskolában; Pedagógiai műhely, 1990
- Bereznai Gyula – Rozgonyi Tibor: Megjegyzések a függvények folytonosságáról; AAPN, 1992